# 北川博之
北川 博之（きたがわ ひろゆき、1979年4月12日 - ）は、NKT日本海テレビの社員。元アナウンサー。
神奈川県出身。神奈川県立柏陽高等学校、東京都立大学を卒業後、2002年に、日本海テレビに入社。
2010年4月から、松江本社所属。

## 担当番組
- スポーツ中継全般